# 埋蔵物
埋蔵物（まいぞうぶつ）とは、土地その他の物の内部に埋蔵されていて、その物の所有者が容易には識別できない物。「その他の物」は不動産に限られない。
埋蔵物を包み込んでいる物を包蔵物（ほうぞうぶつ）という。土中の壺の場合には、壺が埋蔵物であり、土が包蔵物ということになる。
なお、古生物の化石や古代民族の土器などは無主物であり埋蔵物ではない。

## 日本法における埋蔵物

### 適用される法令
日本での埋蔵物の扱いについては主に民法及び遺失物法（平成18年6月15日法律第73号）が適用される。このうち遺失物法は2006年に全面改正されたものである（旧法は明治32年3月24日法律第87号）。
遺失物法1条は「この法律は、遺失物、埋蔵物その他の占有を離れた物の拾得及び返還に係る手続その他その取扱いに関し必要な事項を定めるものとする。」としている。
このほか埋蔵文化財については文化財保護法（昭和25年法律第214号）に特則がある。

### 遺失物法上の定義
遺失物法上の「物件」とは遺失物及び埋蔵物並びに準遺失物をいう（遺失物法2条1項）。
また、遺失物法上の「拾得」は、埋蔵物にあってはこれを発見することをいうものとされている（遺失物法2条2項）。 
ただし、施設における拾得に関連する規定（遺失物法4条2項及び第3節）についての「物件」からは埋蔵物が除外されているため、これらに関する規定については埋蔵物には適用がない（遺失物法4条2項参照）。

### 警察署長への物件の提出・公告
埋蔵物を発見した者は、物件の占有をしていた者が明らかでないものについては警察署長に提出しなければならない（遺失物法第4条）。警察署長は、遺失者およびその所在が不明のときは公告を行う（民法第241条、遺失物法第7条第1項）。
民法241条の「発見」とは埋蔵物の存在を認識することをいう。その占有を取得する必要はない。
埋蔵物が発見された場合の公告期間は6箇月とされており（民法第241条、遺失物法第7条第4項かっこ書）、公告期間が3箇月とされている遺失物の拾得の場合（民法第240条、遺失物法第7条第4項）よりも長くなっている。

### 物件の所有権の帰属
公告期間の6箇月以内にその所有者が判明しないときは、原則として、これを発見した者がその所有権を取得することになる（民法第241条、遺失物法第7条第4項）。これを埋蔵物発見による原始取得という（原始取得であるので取得以前に埋蔵物上に存在していた権利は消滅する）。ただし、他人の所有する物の中から発見された埋蔵物については、これを発見した者及びその他人が等しい割合でその所有権を取得する（民法第241条）。なお、禁制品や個人情報に関わる物件などは所有権を取得することができない（遺失物法第35条）。また、公告期間の満了により埋蔵物の所有権を取得することとなった者は、所有権を取得した日から2箇月以内に物件を警察署長から引き取らないときは所有権を失う（遺失物法第36条）。

### 埋蔵文化財の場合の特則
埋蔵文化財の発見については文化財保護法に特則がある。また、1951年（昭和26年）9月25日の通達として「埋蔵文化財の取扱について」が発出されている。
文化庁長官による土地の発掘が実施され、その際に発見された物件が文化財であり、その所有者が判明しない場合には、文化庁長官が警察署長にその旨を通知する（文化財保護法100条第1項）。そして、警察署長がその文化財につき遺失物法の規定に従って公告をすることになる（文化財保護法第100条第3項）。 
また、遺失物法の規定によって、一般から埋蔵物として警察署長に提出された物件について、それが文化財にあたる可能性があり所有者が明らかでない場合には、警察署長は物件の発見された土地を管轄する教育委員会（原則として都道府県教育委員会）にその物件を提出しなければならない（文化財保護法第101条）。その後、教育委員会において文化財に該当するか否かについて鑑査が行われる（文化財保護法第102条第1項）。そして、その物件が文化財と認められたときは警察署長へ通知され、文化財でないと認められたときは物件は警察署長に差し戻されることになる（文化財保護法第102条第2項）。
上のいずれかにより、埋蔵物として発見された物件が文化財で、かつ、その所有者が判明しない場合には、国の機関又は独立行政法人国立文化財機構が埋蔵文化財の調査のために土地を発掘する過程で発見した物件については国庫に所有権が帰属することとなり、それ以外の物件（私人が発見した場合など）についてはその物件が発見された土地を管轄する都道府県に所有権が帰属することになる（文化財保護法第104条第1項・105条第1項）。そして、いずれの場合にも土地所有者や文化財の発見者に対して一定の報償金が支給されることとなっている（文化財保護法第104条第1項・105条第1項）。
なお、どの年代の、どのような埋蔵物までを埋蔵文化財として取り扱うかについては、1998年(平成10年)９月29日付で文化庁次長より各自治体の教育委員会宛に出された「埋蔵文化財の保護と発掘調査の円滑化等について（通知）」にて示されている。